# Abdur Rahman Khan
Pour les articles homonymes, voir Khan (homonymie).
Abdur Rahman Khan (persan : عبدالرحمن‌خان), surnommé l'« émir de fer », né vers 1840-1844 et mort à Kaboul le 1er octobre 1901, fut émir d'Afghanistan de 1880 à 1901.

## Biographie
Abdur Rahman Khan est le fils de l'émir Mohammad Afzal Khan (émir en 1866-1867), et le petit-fils de l'émir Dost Mohammad.
La mort de Dost Mohammed en 1863 ouvre une guerre de succession entre ses fils. Dans un premier temps, Sher Ali l'emporte sur ses frères, Mohammad Amîn et Mohammad Azam (qui gouverne la région de Hérat, reconquise sur les Perses par Dost Mohammed en 1862), ainsi que sur son demi-frère Mohammed Afzal, qui contrôlait le nord de l'Afghanistan. Ce dernier est emprisonné. Son fils, Abdur Rahman, réunit les fidèles de son père, bat les troupes de Sher Ali. Mohammed Afzal, libéré de sa prison, prend le titre d'émir en mai 1863.
À la mort de Mohammed Afzal, en octobre 1867, son frère Mohammed Azam se proclame émir. Les luttes de succession se poursuivent dans la plus complète confusion entre les différents clans. Mohammed Azam, dont les troupes ont été vaincues par celles de Mohammad Yakub Khan, fils de Sher Ali, s'enfuit en Perse en avril 1868. Sher Ali reprend le pouvoir et Ya'qûb tourne ses forces contre Abdur Rahman. Ce dernier est lui aussi vaincu et doit s'exiler à Boukhâra à la fin de 1868. Il passe douze années en exil à Samarqand et à Tachkent, où le gouverneur russe, le général Kaufman, lui assure une pension confortable.
Abdur Rahman n'a pas cessé de clamer ses revendications sur le royaume afghan. Et lorsque Yakub Khan est contraint à l'exil par les Britanniques (qui occupent Kaboul avec une puissante armée depuis le massacre de leur mission permanente en septembre 1879), Abdur Rahman franchit en février 1880 l'Amou Daria à la tête d'une maigre troupe (une centaine de combattants). Il parvient à rallier à lui divers chefs traditionnels du nord de l'Afghanistan. Le 20 juillet 1880, il franchit l'Hindou-Kouch et se trouve à Tchârikâr à une grosse trentaine de kilomètres au nord de Kaboul. Il s'y proclame émir. Bien qu'il ait été soutenu et armé par les Russes, les Britanniques estiment qu'il sera avant tout un fervent nationaliste pachtoune.

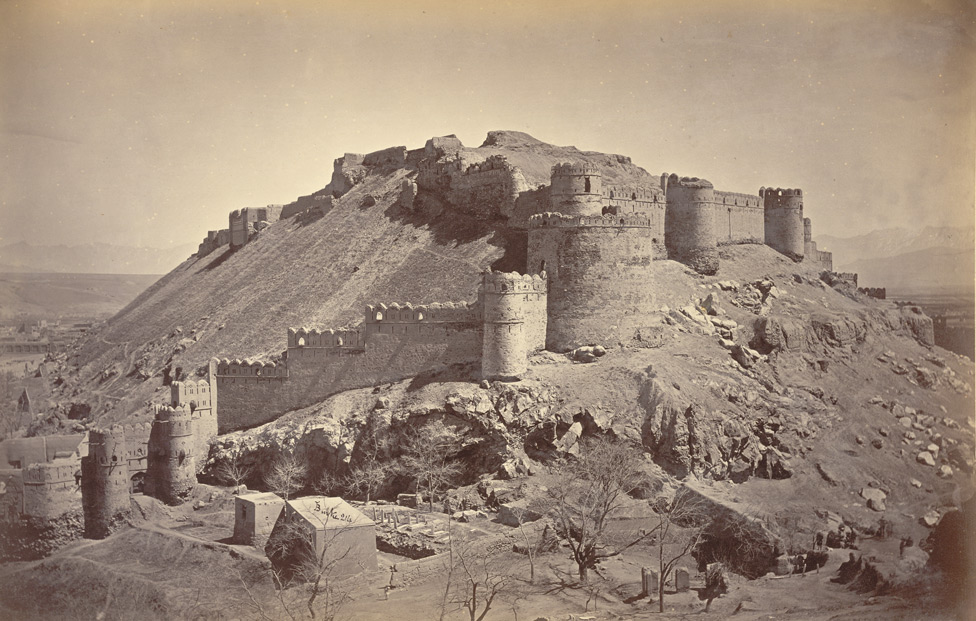
Le Bâlâ Hissâr, la forteresse de Kaboul. État en 1879.

La nouvelle politique libérale britannique à l'égard de l'Afghanistan consistait en effet à contrôler sa politique extérieure, à ne pas laisser ce territoire se morceler, et à évacuer Kandahar afin d'assurer la sécurité totale de la frontière de l'empire des Indes à partir de positions stratégiques inexpugnables. Les Anglais décident donc de soutenir Abdur Rahman, à la condition qu'il reconnaisse les termes du traité de Gandomak signé le 26 mai 1879 avec Ya'qûb Khân. Ce fut chose faite. Dans un premier temps, les Britanniques envisageaient de le reconnaître seulement comme émir du « royaume de Kaboul ». Ils changeront d'avis après la défaite d'une de leurs unités à Maïwand (27 juillet 1880) devant les troupes d'Ayyoub Khan, elles-mêmes mises en totale déroute un mois plus tard par l'armée conduite par le général  Roberts (1er septembre 1880). Ils évacueront la région de Kandahar, laissant à Abdur Rahman les mains libres pour asseoir son autorité sur ce qui allait devenir l'État afghan.

## L'État afghan
Quand Abdur Rahman accède au pouvoir, les différents territoires composant l'Afghanistan sont pratiquement autonomes. Les vallées et les villages s'administrent eux-mêmes, sous l'autorité d'un chef ou d'un mollah ; quant aux tribus, clans, ou groupes ethniques, ils se reconnaissent des chefs dont le pouvoir est égal à celui des émirs du « royaume de Kaboul ». Tels sont les émirs du Turkestan, les Hazaras, ou les chefs des Ghilzaïs ou d'autres groupes pachtouns. Le premier souci du monarque va donc consister à affirmer son pouvoir  sur un royaume dont les frontières Est et Sud ne seront définitivement fixées qu'en 1893, celles du Nord et du Nord-Est en 1896.

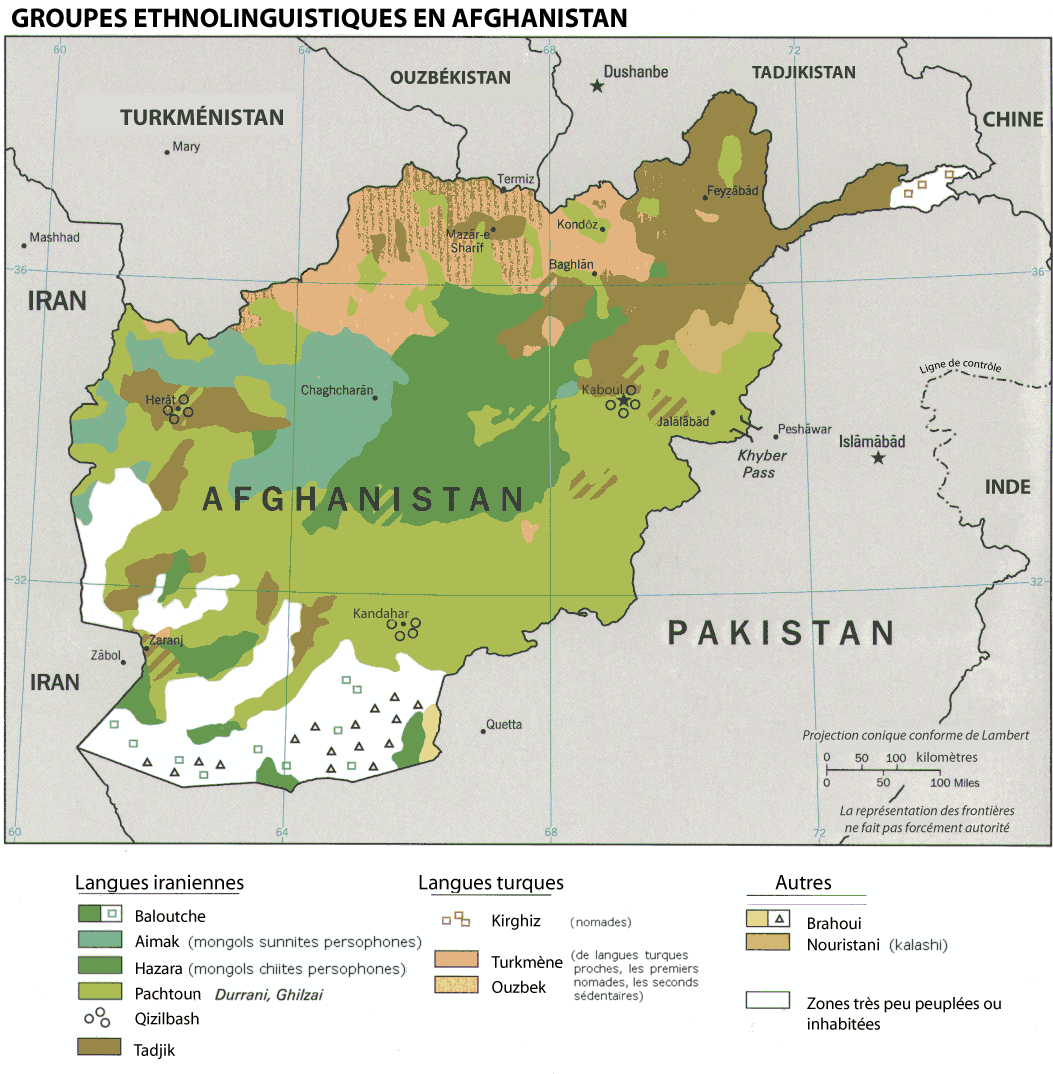
Carte de situation des principales ethnies et villes d'Afghanistan vers 2007 (la répartition des ethnies à l'heure actuelle donne une image approximative de la situation la fin du XIXe siècle).

L'Afghanistan se divise alors en cinq provinces englobant différentes ethnies : Kaboul, Kandahar, Hérat, Turkestan et Badakhchân, auxquels s'ajoutent deux territoires pratiquement autonomes, le Wakhân à l'extrême Nord-Est, le Kafiristân (« le pays des infidèles ») au Nord-Est. Abdur Rahman va placer à la tête des provinces des gouverneurs pachtounes. Dans le même temps, il s'efforce de briser le système tribal, jouant habilement les uns contre les autres, ou corrompant des notables pour acheter leur docilité ou leur neutralité. Il demande parfois que des chefs de clans lui confient un ou plusieurs enfants afin d'assurer leur éducation à Kaboul ; il s'agit en fait d'une véritable prise d'otages. Lorsqu'il le faut, il emploie la force avec une armée qu'il modernise et qui fait l'objet de toutes ses attentions.

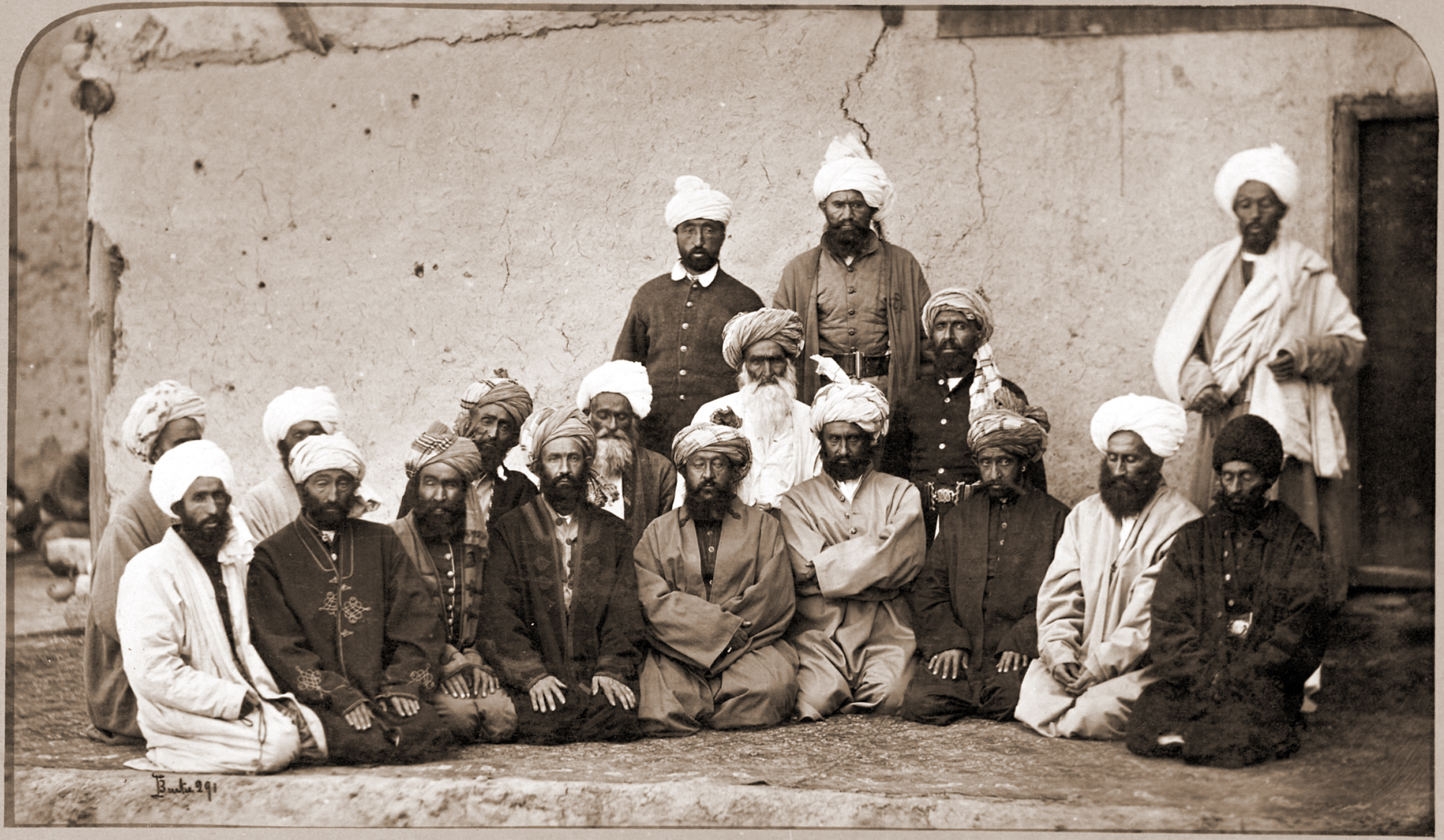
Un groupe de Ghilzaï (rivaux traditionnels des Barakzaï/Mohammedzaï, donc opposés à Abdur Rahman) avec leur chef, le sardar Habibullah Ghilzaï (photo prise en 1879 par John Burke).

Abdur Rahman défait Ayoub Khan, qui s'était replié sur Hérat, et le contraint à l'exil (1881), puis il mate une révolte du puissant clan des Ghilzaïs en deux temps, 1881-1882, et 1886-1887 et profite de sa victoire pour exiler 10 000 familles ghilzaïs au Nord de l'Hindou-Kouch, où elle feront pièce aux peuplements traditionnels d'Ouzbeks, d'Aymaqs, de Hazaras ou de Tadjiks. Il doit faire face en 1888 à une rébellion conduite par son propre cousin, Mohammed Ichâq Khân, qu'il avait confirmé dans ses fonctions comme gouverneur du Turkestan afghan. Défaites dans un premier temps, ses troupes prennent l'avantage, ce qui contraint Ichâq à fuir à Boukhâra, où il vivra grâce à une pension allouée par le gouvernement impérial russe. En 1890, ce sont cette fois les Shinwaris qui se soulèvent contre l'émir dans la région du Fîrouz-Kôh. Ils sont vite ramenés à l'obéissance. Abdur Rahman viendra à bout des Hazâras entre 1891 et 1893, à l'issue de combats incertains dans cette région difficile d'accès. Il soumet enfin en 1895-1896 les populations du Kafiristan et les oblige à se convertir à l'islam, d'où le nouveau nom qu'il donne à cette  région : le Nouristan (« le pays de la Lumière »).
Dans le même temps que l'émir impose son autorité aux quatre coins du royaume, les frontières sont délimitées par une suite d'accords négociés entre les Britanniques, préoccupés de la sécurité de l'empire des Indes, les Russes, qui étendent leur domination au-delà de l'Indus, et l'émir.

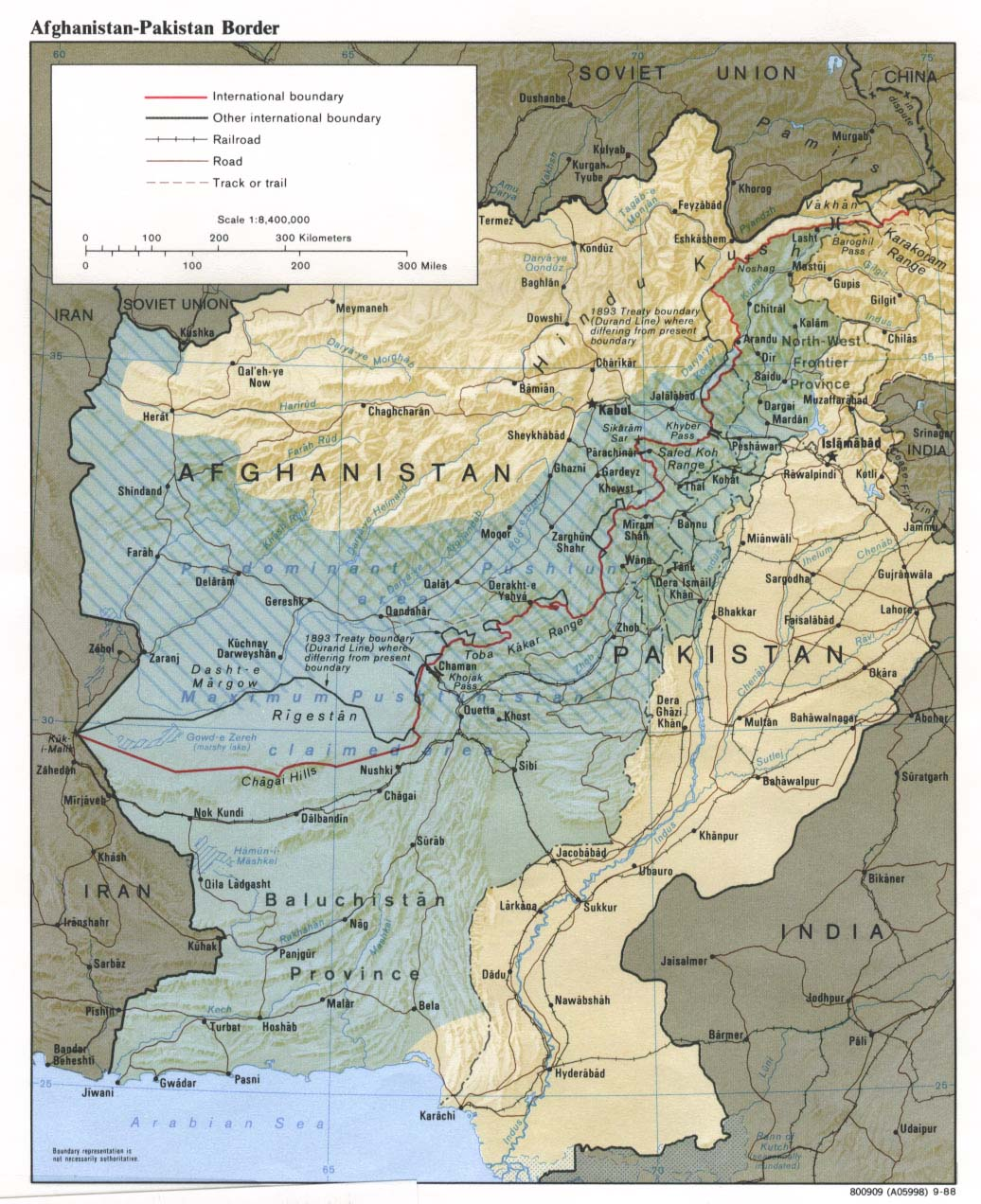
Le tracé de la Ligne Durand, séparant les populations pachtounes entre l'Afghanistan et l'actuel Pakistan. En bleu, les limites du peuplement majoritairement pachtoune (2007). La frontière, ou « Ligne Durand », est figurée en rouge.

Au nord, le long de l'Oxus, un accord provisoire est trouvé avec les Russes en 1886. À l'Ouest, la limite entre la Perse et l'Afghanistan est fixée en 1891. Restait le cas de l'Est et du Sud. Conformément à ce qui avait été prévu par le traité de Gandomak, une commission britannique, sous l'autorité de Sir Mortimer Durand, secrétaire d'État aux Affaires étrangères du gouvernement de l'Inde en est chargée. La fameuse Ligne Durand, séparant l'empire des Indes et l'Afghanistan, est reconnue par l'émir en 1893. Il s'engage à ne pas intervenir au-delà de cette ligne dans les zones tribales. En contrepartie, le gouvernement britannique porte le montant annuel des subsides qu'il accorde à l'émir à 18 lakhs de roupies (18 millions de roupies, soit 120 000 £). Pour la frontière nord et nord-ouest, les négociations entre les Britanniques, les Russes et l'émir s'étaleront sur trois années, de 1894 à 1896. Il est finalement décidé que l'émir évacuera les territoires qu'il occupe au Nord de l'Oxus, il se voit attribuer en retour le district de Darwâz (au sud de l'Oxus), ainsi que la zone des hautes montagnes du Wakhân (dont il se soucie bien peu). On peut dès lors considérer que l'État afghan existe bel et bien au regard du droit international, toutes les parties concernées y ayant donné leur accord.
À la fin du règne d'Abdur Rahman, le découpage administratif administratif du royaume sera sensiblement différent de ce qu'il était en 1880. Le Turkestan aura pris le nom de Turkestan afghan, le Badakhchân inclura le Wakhân, Kandahar et Kaboul seront maintenues, et une nouvelle province, celle de Farâh, aura été créée. Chaque province, divisée en districts clairement identifiés, sera administrée par un gouverneur (Hâkim), doté de pouvoirs administratifs et judiciaires. La province de Kaboul, traditionnellement administrée par l'émir, aura été dotée d'un vice gouverneur (Naïb ul-Hûkumâ).

## Les tentatives de modernisation
Tout en guerroyant, Abdur Rahman se préoccupe aussi d'organiser de façon pratique l'État. Il institue une assemblée consultative, composée à parts égales de membres du clan royal, de chefs tribaux et de mollahs, qu'il consulte occasionnellement. Bien évidemment, il exerce son pouvoir de façon absolue.

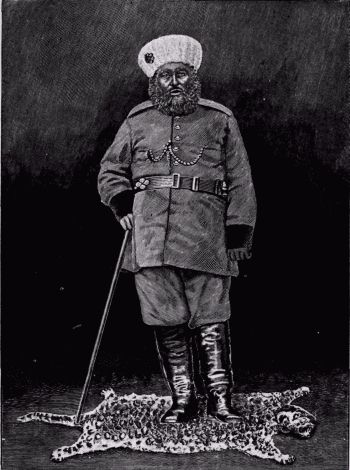
L'émir âgé. Gravure (?) ressemblant presque à une charge.

### L'armée
Les prédécesseurs d'Abdur Rahman s'appuyaient sur des troupes organisées sur des bases tribales traditionnelles, ce qui ne favorisait ni l'unité de leurs armées, ni la continuité dans l'action. Sans compter que la logistique était toujours aléatoire et laissée plus ou moins à la diligence des différents groupes. L'émir l'avait bien compris (c'est aussi l'une des raisons pour lesquelles il contribue à déstructurer le système tribal), et il s'efforce dès son accession au pouvoir, d'organiser une véritable armée de métier. Il prend comme modèle l'armée britannique, achète en Inde, grâce aux subsides qui lui sont versés, des armes modernes (Krupp, Hotchkiss, Maxim, etc.), des munitions et des équipements variés (à moins que ceux-ci ne soient copiés, comme les armes, dans des ateliers afghans). Il organise ses troupes de façon méthodique, séparant l'infanterie, l'artillerie et la cavalerie, avec des régiments créés sur des bases territoriales (et donc claniques) disposant chacun d'un mollah, d'un médecin, d'un « chirurgien », d'une logistique (mules, corps de génie, etc.), et même, parfois, de musiques régimentaires.

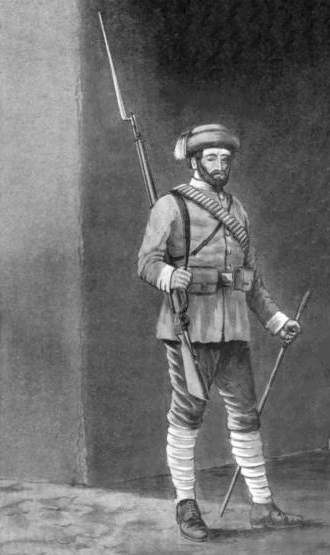
Un fantassin afghan à la fin du XIXe siècle (gravure extraite des Mémoires d'Abdur Rahman, voir bibliographie).

Il assure en outre aux soldats et officiers des soldes confortables, régulièrement payées (sans compter divers avantages concédés lors ou à l'issue des campagnes victorieuses). Il met ainsi très vite en place une armée de 50 000 à 60 000 hommes qui lui sera totalement dévouée et qui fera ses preuves dans les opérations conduites dans tout le territoire du royaume.

### L'administration
Dans les provinces, Abdur Rahman met en place des gouverneurs, des proches ou des fidèles, souvent des chefs militaires, qui ont pour mission de faire régner l'ordre et de collecter les impôts en employant au besoin la force.
Au niveau central, il met en place un conseil consultatif, esquisse d'un gouvernement, ainsi qu'une administration avec une série de directions spécialisées : Trésor, Justice et Police, Travaux publics, Postes et communications, Éducation, Santé (ou plus exactement médecine), ainsi qu'un « bureau des plaintes ». Dans les villes, l'ordre est assuré par une police placée sous les ordres de kotwâls (« commissaires ») et dont les effectifs se monteront, dans tout le pays, à 2 500 hommes à la fin du règne d'Abdur Rahman. les forces de police peuvent bénéficier, en cas de besoin, du concours de l'armée.
S'agissant plus particulièrement du système judiciaire, l'émir l'organise de façon méthodique dans les provinces et les districts. Il nomme naturellement les juges, et, au sommet de l'édifice, c'est lui (ou, à défaut, son fils aîné) qui valide ou casse les jugements les plus importants, à moins qu'il ne décide de se saisir directement d'une affaire. Les choses sont en effet souvent complexes, car si la charia s'impose à tous, il faut tenir compte des coutumes locales (âdah) propres aux différentes ethnies, et du code coutumier des Pachtouns, le Pachtounwali, ce qui complique le rendu des décisions.
Bien souvent, lorsqu'il l'estime nécessaire, Abdur Rahman ordonne, pour édifier la population, des peines d'une rare cruauté à l'égard des coupables. Il avait même installé dans son palais de Bâgh-e Bâlâ un fauteuil dans lequel il invitait parfois un de ses ennemis ou un comploteur en puissance à s'asseoir. Un mécanisme se déclenchait alors, immobilisant les bras et les jambes de l'« invité ». La suite est facile à deviner. Il ne fait pas de doute que la poigne de l'émir tempéra les velléités de rébellion et les comportements délictueux...

### L'économie
L'organisation que l'émir met en place au niveau central comme dans les provinces lui permet de percevoir de façon régulière impôts, taxes et droits de douane, auxquels s'ajoutent le produit des amendes, des droits d'enregistrement et des timbres-poste. À ces ressources s'ajoutent celles provenant de l'exploitation des mines de pierres précieuses, des monopoles gouvernementaux et des manufactures d'État. Abdur Rahman impose en outre une réforme supprimant toutes les monnaies locales et imposant la roupie de Kaboul avec un atelier unique de frappe installé dans la capitale. Les revenus de l'État atteindront bientôt le million de £.
Tout en favorisant la multiplication des ateliers traditionnels (nombre d'entre eux avaient été détruits lors de l'incendie des bazars par les Britanniques en 1879), l'émir fait appel à des Européens pour installer des manufactures produisant des équipements militaires et para militaires, de l'outillage, du papier, du verre, des chandelles, du savon, etc. Ce pieux musulman va même jusqu'à autoriser, grâce aux nombreuses vignes cultivées, la fabrication de vins et d'alcools exportés vers l'Inde...
Abdur Rahman se préoccupe enfin de moderniser le réseau routier avec la construction de ponts et l'amélioration des chaussées. Il tient les habitants des villages pour responsables de l'entretien des routes et la sécurité des voyageurs. Le commerce peut ainsi se développer, et l'émir peut décréter une taxe raisonnable sur le transport des marchandises qui alimente le budget du royaume. Cette libre circulation des marchandises ne s'accompagne cependant pas d'une libre circulation des personnes : les habitants de Kaboul sont ainsi obligés d'obtenir une permission de la police pour s'éloigner de plus de 10 kilomètres de la capitale...
L'émir est cependant opposé à ce que son pays se dote de chemins de fer. Il craint en effet que ceux-ci ne soient utilisés par ses puissants voisins pour envahir et dépecer le jeune État afghan. Il adresse d'ailleurs de vives critiques aux Britanniques qui développent les voies ferrées le long de la frontière entre l'empire des Indes et l'Afghanistan, ce qu'il perçoit, à terme, comme une menace.
Les échanges commerciaux de l'Afghanistan s'effectuent principalement avec l'Inde et la Russie.
Avec l’Inde, ils consistent essentiellement en importations de coton et en exportation de chevaux, de fruits et légumes. Le volume de ce commerce, toujours déficitaire de 1890 à 1900, est cependant en nette diminution durant la même période : les importations passent en effet de 7,9 millions de roupies à 3 millions, les exportations de 3,2 millions de roupies à 1,9. Le schéma est rigoureusement inverse pour le commerce avec la Russie. Équilibré entre les importations et les exportations à hauteur de 3,9 millions de roubles en 1888, les exportations vers la Russie s’élèvent à 2,1 millions de roubles, les importations à 0,9 million en 1900.

### La société
Dans le domaine social, l’émir fait venir deux médecins britanniques, un dentiste et des infirmiers d’Inde. Par la suite, deux femmes médecins, de nationalité anglaise, se succéderont à la cour de Kaboul pour dispenser leurs soins aux épouses et aux enfants de la famille de l'émir. Le premier hôpital est inauguré à Kaboul en 1895, et des infirmeries sont progressivement organisées dans les corps de troupes. Les pratiques médicales et les médicaments venus d’Occident sont toutefois acceptés avec réticence par la population qui préfère le recours aux médecines traditionnelles pratiquées par les mollahs. Le docteur Gray, qui fut le médecin personnel de l'émir, évoque ces hakîms, ou « praticiens traditionnels », signalant qu'ils ne connaissent pas l'anatomie, la physiologie ou la pathologie, et que les traitements qu'ils administrent sont totalement empiriques.

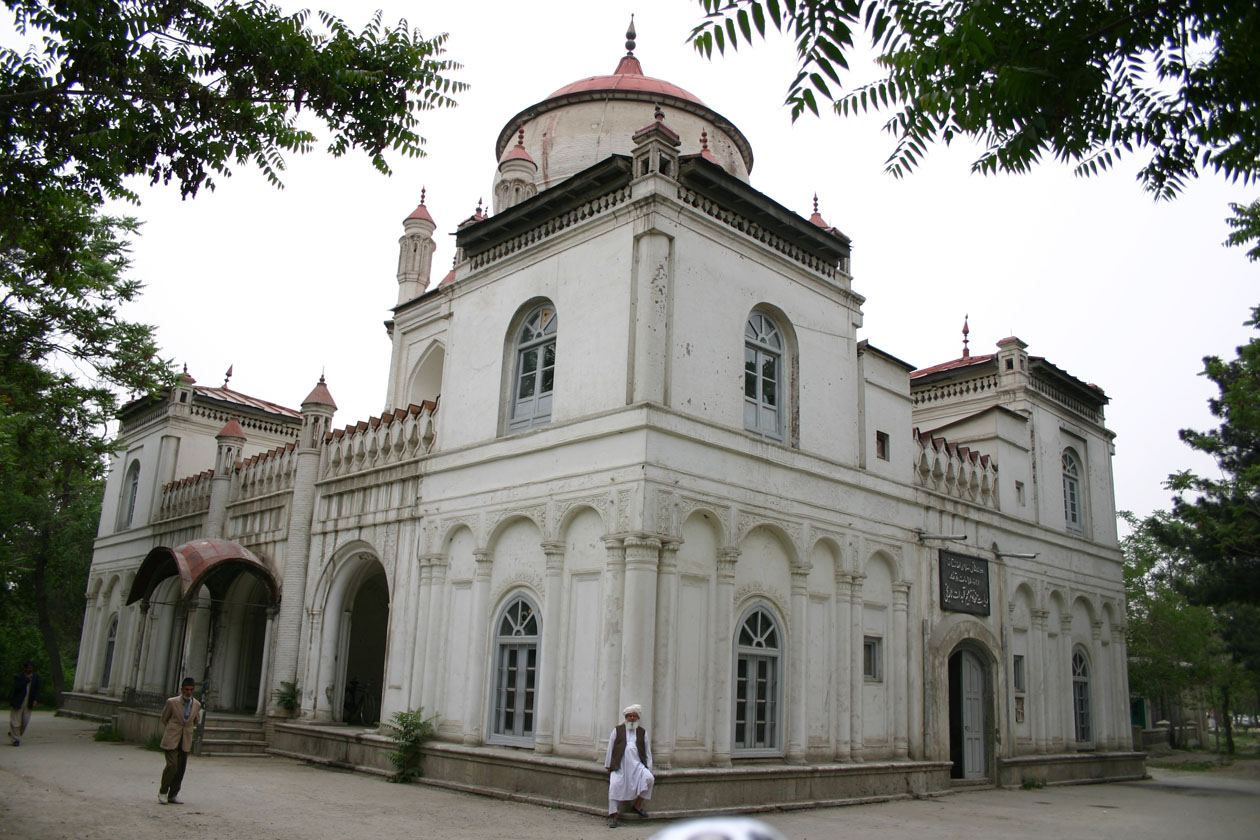
Le mausolée d'Abdur Rahman à Kaboul, récemment restauré. Déjà délabré, il avait été dégradé lors de la guerre civile. Il abritait une grande partie des archives de l'État.

Quant à l’éducation, elle est négligée et le restera. Un collège technique, où l’enseignement était assuré en anglais par deux professeurs indiens, sera un échec et devra fermer ses portes. L'école traditionnelle coranique demeure le moule essentiel de la formation des fonctionnaires (mirzâs) ; nombre d'entre eux, notamment dans l'entourage de l'émir, sont d'ailleurs souvent des mollahs. Vers la fin du règne d'Abdur Rahman une madrassa sera inaugurée à Kaboul.
Pieux musulman, respectueux des autorités religieuses, Abdur Rahman fera construire ou restaurer diverses mosquées à Kaboul et en province, contraindra les habitants du Kafiristan à se convertir à l'islam, dictera à ses secrétaires quelques-unes de ses opinions sur la religion et les fera publier, autant d'actions et de gestes appréciés par les mollahs qui lui décerneront le titre de Ziaul-e Mellat wad-Dîn (« le flambeau de l'État et de la foi »).

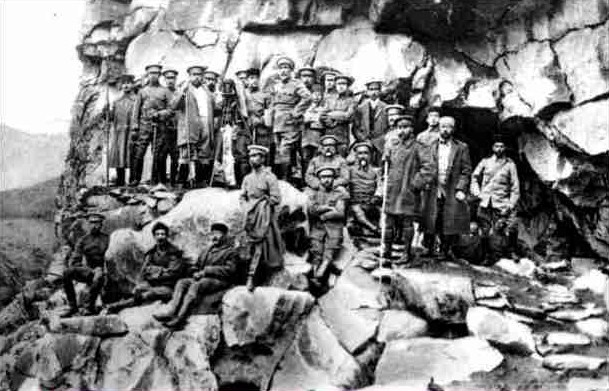
Habibullah posant sur une paroi rocheuse avec un groupe d'officiers afghans (sur la photo, l'émir est en haut à gauche, légèrement en avant).

Abdur Rahman, qui souffrait depuis quelques années d'accès de goutte au point d'en être devenu impotent, meurt à Kaboul le 1er octobre 1901. Son fils aîné, Habibullah Khan, lui succède sans qu'il y ait la moindre contestation, une première dans l'histoire afghane. Habibullah hérite d'un royaume unifié par une poigne de fer. Parmi les conseils que lui avait donné son père en dictant ses Mémoires, figurait celui de continuer à équiper l'armée et de ne jamais négliger le paiement des soldes.[réf. nécessaire]